# Râul Babei
Râul Babei (în ucraineană Бабей) este un râu care străbate sudul Republicii Moldova și sud-vestul Regiunii Odesa din Ucraina, afluent de stânga al râului Sărata.

## Date geografice
Râul Babei are o lungime de 31 km și o suprafață a bazinului de 220 km². Râul izvorăște din apropierea satului Feștelița (Raionul Ștefan Vodă, Republica Moldova), curge pe direcția sud printr-o vale cu lățimea de 2 km, străbate teritoriul raionului Ștefan Vodă din Republica Moldova, traversează frontiera dintre Republica Moldova și Ucraina, trecând apoi în Raionul Sărata din Regiunea Odesa (Ucraina). Pe măsură ce coboară spre vărsare străbate o zonă joasă din Bazinul Mării Negre și se varsă printr-un canal cu o lățime medie de 2 m în râul Sărata, în apropierea satului Moruzeni. El are un debit foarte mic, iar în verile mai secetoase poate chiar seca pe unele segmente. Apele sale sunt folosite în irigații.
Râul Babei traversează următoarele sate: Feștelița, Marianca de Jos, Volintiri, Faraoani și Moruzeni. 